# Dlamini I de Suazilandia
Dlamini I fue Jefe Supremo de una tribu amagwane, de etnia bantú, que vivía en el territorio entre Natal y Mozambique. Es el antecesor común de los reyes thongas y swazis. Durante su reinado los beMbo o Vembo emigraron hacia el sur por la costa mozambiqueña.
Sus descendientes darían lugar a la dinastía Dlamini que en el siglo XXI gobierna Suazilandia a través del rey Mswati III. Son miembros de la familia Dlamini la mayor parte del gobierno y de los jueces de la nación swazi.
| Predecesor: Ngwane I | Rey de Suazilandia 1435-1465 | Sucesor: Mswati I |

- Datos: Q5812043